# Gerberoy
Gerberoy település Franciaországban, Oise megyében. Lakosainak száma 86 fő (2022. január 1.). Gerberoy Buicourt, Escames, Lachapelle-sous-Gerberoy, Songeons és Wambez községekkel határos.

## Népesség
A település népességének változása:
| Lakosok száma | 90   | 92   | 94   | 90   | 88   | 85   | 83   | 82   | 86   |
|               | 2013 | 2015 | 2016 | 2017 | 2018 | 2019 | 2020 | 2021 | 2022 |